# Basket Club Maritime Gravelines Dunkerque Grand Littoral
Il Basket Club Maritime Gravelines Dunkerque Grand Littoral, meglio noto come B.C.M. Gravelines, è una società cestistica avente sede a Gravelines, in Francia. Fondata nel 1984, gioca nel campionato francese.
Disputa le partite interne nella Sportica, che ha una capacità di 3.043 spettatori.

## Palmarès
- Coppa di Francia: 1

2005
- Match des Champions: 1

2005
- Semaine des As - Leaders Cup: 2

2011, 2013

## Roster 2023-2024
Aggiornato al 18 agosto 2023.
|    | Naz.                                           | Ruolo | Sportivo             | Anno | Alt. | Peso |  |
| -- | ---------------------------------------------- | ----- | -------------------- | ---- | ---- | ---- |  |
| 2  | Francia (bandiera)                             | AP    | Roman Domon          | 2005 | 203  |      |  |
| 8  | Canada (bandiera) · Eritrea (bandiera)         | G     | Johnny Berhanemeskel | 1992 | 188  | 79   |  |
| 12 | Francia (bandiera) · Costa d'Avorio (bandiera) | AP    | Vafessa Fofana       | 1992 | 198  | 92   |  |
| 13 | Stati Uniti (bandiera)                         | AG    | Tajuan Agee          | 1997 | 206  | 102  |  |
| 19 | Stati Uniti (bandiera)                         | AP    | Chris Babb           | 1990 | 196  |      |  |
| 20 | Stati Uniti (bandiera)                         | P     | Michael Stockton     | 1989 | 185  | 81   |  |
| 21 | Stati Uniti (bandiera)                         | GA    | Kris Clyburn         | 1996 | 198  | 82   |  |
| 35 | Camerun (bandiera)                             | C     | Landry Nnoko         | 1994 | 208  | 113  |  |
| 45 | Francia (bandiera)                             | P     | Thomas Cornely       | 1991 | 191  |      |  |
| 97 | Francia (bandiera)                             | AG    | Valentin Chéry       | 1997 | 200  | 95   |  |

### Staff tecnico
| Allenatore: | Jean-Christophe Prat                    |
| Assistente: | Sébastien Devos, Frédéric Wiscart-Goetz |

## Cestisti
- Rashaun Freeman 2008-2009